# Howard George Tripp
Howard George Tripp (* 3. Juli 1927 in Croydon, London Borough of Croydon, England; † 3. Oktober 2022 in Vauxhall, South London) war ein britischer römisch-katholischer Geistlicher und Weihbischof in Southwark.

## Leben
Howard Tripp studierte nach dem Abschluss an der John Fisher School in Purley, einem Stadtteil im Londoner Borough of Croydon, Philosophie und Theologie im St John’s Seminary in Wonersh. Am 31. Mai 1953 empfing er durch Bischof Cyril Conrad Cowderoy in der St Gertrude’s Church in Croydon das Sakrament der Priesterweihe für das Bistum Southwark. Er war in der Seelsorge in Blackheath und in der Pfarre Our Lady Queen of Peace in East Sheen, ebenda von 1965 bis 1971 als Pfarrer, tätig. Mit 38 Jahren war er damals der jüngste Pfarrer im Bistum Southwark. Während seiner Zeit in East Sheen hatte er zudem Aufgaben in der Bistumsverwaltung inne. Von 1971 bis 1980 war Howard Tripp Direktor der Southwark Children's Society.
Papst Johannes Paul II. ernannte ihn am 20. Dezember 1979 zum Weihbischof in Southwark und Titularbischof von Newport. Der Erzbischof von Southwark, Michael George Bowen, spendete ihm am 30. Januar des folgenden Jahres in der St George’s Cathedral in Southwark die Bischofsweihe; Mitkonsekratoren waren Anthony Joseph Emery, Bischof von Portsmouth, und Charles Joseph Henderson, Bischof von Nuestra Señora de la Altagracia en Higüey. Tripp war vor allem für den Pastoralraum Südwest zuständig.
Am 7. Januar 2004 nahm Papst Johannes Paul II. seinen altersbedingten Rücktritt an. Er starb am 3. Oktober 2022 im Alter von 95 Jahren im Konvent der Kongregation der Kleinen Schwestern der Armen im Londoner Stadtteil Vauxhall.